# 海津亮介
海津 亮介（かいづ りょうすけ、1958年12月19日 - ）は、日本の元俳優。本名は稲葉 和則（）。
東京都出身。大東文化大学中退。鷲尾企画、東京俳優生活協同組合に所属していた。既婚。

## 来歴・人物
幼少期は将来の志望を持っておらず、進学後にやりたいことを見つけようと考えていたが、大学生活が自身の感覚に合わず、退学する理由付けとして俳優を目指すようになった。東京俳優生活協同組合の養成所を卒業した後、鷲尾企画に所属。養成所時代の同級生には声優の富沢美智恵、後輩には山寺宏一がいた。
『わが子よV』（1985年、TBS）で俳優としてデビュー。『光戦隊マスクマン』（1987年、テレビ朝日）のタケル / レッドマスク役や『渡る世間は鬼ばかり 第2シリーズ』（1993年、TBS）の佐久裕二役をはじめ、恋愛に絡む役を多く演じた。また、『マスクマン』に主演した縁から、その後も東映作品を中心に多くの特撮作品にゲスト出演したが、当時の所属事務所がテレビ出演のギャラを大幅に上げたことが原因で仕事の依頼がなくなり、1999年ごろに芸能界を引退。
引退後は、味噌ラーメン専門店・味噌一上石神井店で店主を務めている。自分のファンだった25歳年下のフィリピン人女性と結婚しており、2人の子供がいる。
2015年3月21日・22日、マニラにて開催されたJEFusionの主催によるイベント「HENSHINCON（変身コン）」に、『地球戦隊ファイブマン』（1990年、テレビ朝日）の信達谷圭と共にスペシャルゲストとして参加した。これをきっかけとして、2016年に信達谷とニヤニヤブラザーズを結成した後、スーパー戦隊シリーズOGである牧野美千子・たなかえり・宮澤寿梨を加えたニヤニヤブラザーズ&シスターズとしてライブ活動を行っている。
2022年にはテレビアニメ『怪人開発部の黒井津さん』第3話のナレーションを担当した。これは同作品のレジェンド&ローカルヒーロープロデューサーを担当した鈴村展弘による依頼を快諾したものであるが、アフレコ当日には許可を得たうえでアニメ好きの我が子を現場に連れていき、自分の仕事を見学させてもらったという。
趣味・特技は、ジャズダンス、スキー、テニス、ギター、フルート。

## エピソード

### 『光戦隊マスクマン』関連
『光戦隊マスクマン』の前作『超新星フラッシュマン』（1986年、テレビ朝日）にもゲスト出演していたが、その際にレギュラーの植村喜八郎からこれが次期戦隊レッド候補の選考を兼ねたものであると聞かされていた。その後、『マスクマン』の他のメンバーは東映本社で数回オーディションを行っていたことを聞いたが、自身は本社でオーディションを受けてはいないと述懐している。また、『フラッシュマン』第27話を担当した監督の長石多可男からは、撮影中にオーディション前から海津に決めていたと告げられていた。
アクションを好んでいたため、自ら志願して派手なアクションシーンをスタントなしで演じることも多かった。アクションを担当していたJACほどスピーディな動きはできないが、ミニトランポリンなどはこなせるようになったと述べている。
撮影当時はファンと触れ合う機会は少なかったが、ラーメン店を営んでから大人のファンが店を訪れるようになって「戦隊ファン」の存在を知り、ヒーローをやっていてよかったと思うようになり、代表作として『渡鬼』だけでなく『マスクマン』も挙げるようになったという。
脚本家の一人である井上敏樹は、初めて仲良くなった出演者が海津であるといい、当時はよく飲み歩いていたという。

## 出演

### テレビドラマ
- 愛の劇場 / わが子よV（1985年、TBS）
- 妻たちの課外授業（1985年 - 1986年、日本テレビ）
- スーパー戦隊シリーズ（テレビ朝日）
  - 超新星フラッシュマン 第27話「ダイ友情のパンチ」（1986年） - 若草リュウ 役
  - 光戦隊マスクマン（1987年 - 1988年） - 主演・タケル / レッドマスク 役
  - 地球戦隊ファイブマン 第22話「光る美青年」（1990年） - 結城光司 役
  - 五星戦隊ダイレンジャー 第33話「アイドル初体験」（1993年） - メディア魔術師 / 高村翔一郎 役
  - 超力戦隊オーレンジャー 第1話「襲来!! 1999」（1995年） - UA司令官 役
- 特捜最前線 第494話「下着パーティを覗いた女!」（1986年、テレビ朝日）
- NEWジャングル 第32話「息子よ 逮捕する」（1988年、日本テレビ）
- ゴリラ・警視庁捜査第8班 第29話「明日に向かって走れ」（1989年、テレビ朝日） - マコト 役
- 代表取締役刑事 第9話「恋人たちの時間」（1990年、テレビ朝日）
- 戦国乱世の暴れん坊・齋藤道三 怒涛の天下取り（1991年、テレビ朝日） - 明智光秀 役
- メタルヒーローシリーズ（テレビ朝日）
  - 特救指令ソルブレイン 第4話「夢のゲームソフト」（1991年） - 佐野由紀夫 役
  - 特捜エクシードラフト 第17話「パパは嘘つき警官」（1992年） - 沢田英司 役
- おんなの砦（1991年、東海テレビ放送）
- 火曜サスペンス劇場（日本テレビ）
  - 盗聴の夜（1991年）
  - 監察医・室生亜季子23 不審死体（1998年） - 柿沼検事 役
- 新・大江戸捜査網 第2シリーズ（1991年、テレビ東京）
  - 第2話「隠密に惚れた女」　- 喜助 役
  - 第9話「揺れる愛憎! 過去を秘めた女」　- 巳之吉 役
- はぐれ刑事純情派（テレビ朝日）
  - はぐれ刑事純情派IV 第15話「恐怖の電話 貯金を盗まれた主婦」（1991年） - 岩田照夫 役
  - はぐれ刑事純情派x 第15話「略奪結婚!? 本庁から来た女」（1997年） - 相原滋 役
- あばれ八州御用旅III 第1話「帰ってきた白頭巾! 仇討 人情に泣く女」（1992年、テレビ東京） - 桂木弥七郎 役
- 刑事貴族2 第30話「長良川大追跡」（1992年、日本テレビ） - 名城署・外山刑事課長 役
- 土曜ワイド劇場 / 殺人適齢期（1992年、テレビ朝日）
- 水戸黄門 第21部（1992年、TBS）
  - 第7話「目ざす敵は瓜ふたつ -津和野-」 - 真吉 役
  - 第27話「父子で競う献上木曽塗り -奈良井-」 - 忠太郎 役
- 徳川無頼帳 第14話「悲恋で染めた七夜月」（1992年、テレビ東京）
- ずっとあなたが好きだった 第5話「涙の誕生日」（1992年、TBS）
- 銭形平次（フジテレビ）
  - 第2シリーズ 第12話「長者屋敷の秘密」（1992年） - 新次郎 役
  - 第3シリーズ 第7話「出刃を研ぐ女」（1993年） - 巳之吉 役
- 将軍家光忍び旅II 第10話「深夜の関所破り!」（1992年、テレビ朝日） - 矢車鉄ノ介 役
- 渡る世間は鬼ばかり 第2シリーズ（1993年 - 1994年、TBS） - 佐久裕二 役
- 大岡越前 第13部 第19話「両刃が抉る復讐の謎」（1993年、TBS） - 清太郎 役
- 闇を斬る!大江戸犯科帳 第13話「捨て猫を拾う男」（1993年、日本テレビ） - 市松 役
- 江戸を斬るVIII 第15話「穴から噂の大泥棒」（1994年、TBS） - 安吉 役
- 金曜エンタテイメント / 赤い霊柩車4 二つの墓標（1995年、フジテレビ） - 若水英夫 役
- 風の刑事・東京発! 第16話「美人女医の秘密還らぬ恋人」（1995年、テレビ朝日）
- 幸福の予感（1996年、THK）
- ウルトラマンガイア（1998年 - 1999年、毎日放送） - 樋口 役

### 映画
- 劇場版 光戦隊マスクマン（1987年、東映） - 主演・タケル / レッドマスク 役
- アリス・サンクチュアリ（1995年、キメラ） - 担任教師 役
- 痴漢白書 劇場版II 真冬のキッス（1997年、ピンクパイナップル）

### オリジナルビデオ
- 若い波紋（1997年、学研クリエーティブ）同和問題啓発用ビデオ
- 私たちと人権 -赤ちゃんのささやき-（1998年、東映）同和問題啓発用ビデオ

### アニメ
- 神州魑魅変（1988年 - 1989年） - 葉月影七郎 役
- 魔龍戦紀（1989年） - 綾羅 役
- 怪人開発部の黒井津さん（2022年） - 第3話ナレーション[10]

### CM
- 救心製薬 / 救心（1996年）